# تلف واگله
تلف واگله (انگلیسی: Tellef Wagle; ۱۶ ژوئیهٔ ۱۸۸۳ – ۲ دسامبر ۱۹۵۷) قایقران قایق بادبانی اهل نروژ بود.